# رمز الدرام الأرمني

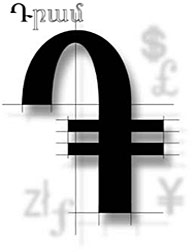
الفكرة الأصلية التي قدمها ك. كوميندارين لشكل علامة الدرام، إلى جانب رموز عملات أخرى. كان اليورو لم يُعلن عنه بعد.

علامة الدرام الأرمني (Դրամ) هو الرمز النقدي الخاص بالدرام الأرمني. في نظام الترميز العالمي (Unicode)، تم ترميزه عند U+058F.
بعد إعلان استقلال أرمينيا، قامت أرمينيا بإصدار عملتها الوطنية الخاصة، وهي الدرام الأرمني، وأصبحت الحاجة إلى رمز نقدي خاص بها واضحة على الفور. تم اختيار الشكل النهائي للرمز كنسخة معدلة قليلاً من الحرف الكبير دا (وهو الحرف الرابع في الأبجدية الأرمنية، يشبه الحرف الروماني D).

## التاريخ

### إرث ماشتوتس
يعتقد الكثيرون أن شكل علامة الدرام (الرمز) هو انعكاس مباشر للأبجدية الأرمنية – التي هي من عمل ميسروب ماشتوتس. من السهل ملاحظة الهندسة الواضحة والمحددة للحروف الأرمنية، كما لاحظها مؤلف الرمز، ك. كوميندارين، عندما قام بدراسة الأبجدية. لاحقًا، أصبح كوميندارين من المؤيدين لفكرة التي تقول إن النموذج الأولي للأبجدية الأرمنية يتكون من مجموعة متنوعة من التركيبات التي تجمع بين المنحنيات المتشابهة والعناصر الأفقية. وقد لعبت هذه العناصر الأفقية لاحقًا دورًا رئيسيًا في تطوير الرمز.

### تاريخ الإنشاء
أول استخدام معروف للرمز كان في 7 سبتمبر 1995، عندما تم استخدامه في ملاحظات مكتوبة بخط اليد لتدفقات النقدية في شركة ناشئة. على الرغم من أن العديد من الفنانين ورجال الأعمال قاموا بتطوير وتقديم تصاميم بديلة له، إلا أن الشكل الأصلي ظل مستخدمًا. وأصبح الآن جزءًا من المعيار الأرمني للأحرف والرموز الوطنية، كما تم تضمينه في خطوط الحاسوب الأرمنية.

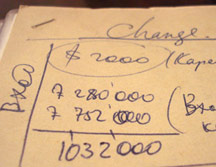
واحدة من أولى التسجيلات المعروفة لتبادل العملة الأرمنية، حيث تم تبادل الدرام الأرمني (AMD) بمعدل 516 درام/دولار أمريكي.

### الحوافز
الهدف من إنشاء الرمز هو تمثيل العملة الوطنية الأرمنية بشكل مرئي، وتسهيل استخدامه في الأماكن التي تتطلب وجود رمز رسومي للعملة، مثل: المستندات المالية، قوائم الأسعار والبطاقات، شاشات صرف العملات، خطوط الحاسوب، المراسلات، وغيرها.
أثناء تطوير الرمز، تم تحديد معايير أساسية واضحة له، وهي:
- أن يعبر عن العملة الوطنية الأرمنية بوسائل رسومية.
- أن يستحضر ملامح الحروف الأرمنية.
- أن يتضمن عناصر مشابهة للرموز النقدية الأجنبية.
- أن يكون سهل الرسم ببضع خطوات.
- أن يكون بسيطًا بما يكفي لتسهيل التعرف عليه وحفظه.

### تقديمه إلى الجمهورية
في عام 2001، استغل كوميندارين الفرصة لتقديم الرمز كهدية إلى جمهورية أرمينيا بمناسبة الاحتفال بالذكرى الـ1700 لإعلان المسيحية كدين رسمي للدولة. تم إرسال اقتراح الرمز إلى رئيس أرمينيا آنذاك، روبرت كوتشاريان. في نفس الوقت، تم إرسال التهنئة بالذكرى السنوية، مع نسخة من الاقتراح، إلى الكاثوليكوس العام لجميع الأرمن، غاريكين الثاني.

### مسابقة البنك المركزي
تم تحويل الاقتراح من مكتب الرئيس إلى البنك المركزي الأرمني (CBA)، الذي أعلن عن مسابقة لاختيار الرمز، وتم تقييم الاقتراح مع عروض أخرى وتمت الموافقة عليه إلى جانب تصميم مشابه. أصدرت لجنة البنك المركزي قرارًا يقضي "بقبول تصميم رمز الدرام المقدم من ك. كوميندارين ور. أروتشيان ... وإحالته إلى الجهات الحكومية لإجراء المعالجة الرسمية والتقييس."

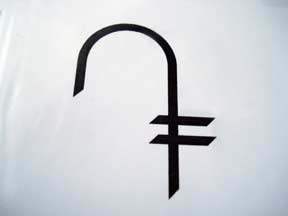
اقتراح من ر. أروتشيان

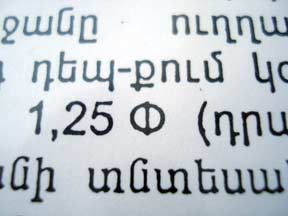
اقتراح من ف. فينيسيان

### اقتراحات أخرى
على اليمين توجد التصاميم المقدمة لرمز الدرام في مسابقة البنك المركزي الأرمني من قبل الفنان ر. أروتشيان والمعماري ف. فينيسيان على التوالي. اقتراح أروتشيان يشبه في عناصره رمز اليورو. أما اقتراح فينيسيان فيستند إلى الحرف الأول من الكلمة الأرمنية "Փող" (وتعني مال، وتُنطق "فوك").

### وضع الرمز على أوراق وعملات الدرام الأرمني

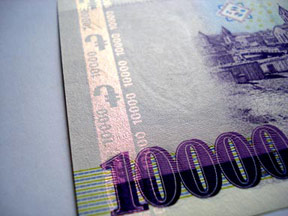
ورقة نقدية بقيمة 10,000 درام
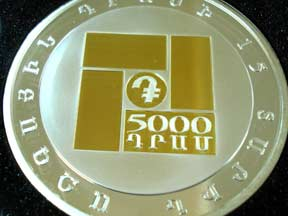
عملة تذكارية بقيمة 5000 درام
ورقة نقدية بقيمة 1000 درامورقة نقدية بقيمة 1000 درام

لأول مرة، تم تصوير الشكل الأصلي للرمز على العملة الأرمنية في عام 2003، تحديدًا على الجانب الخلفي لـورقة الـ10,000 درام الأرمنية، والتي أعيد إصدارها في عامي 2006 و2008. وفي عام 2008، بمناسبة الاحتفال بالذكرى الـ15 لإصدار العملة الأرمنية، تم إصدار عملة تذكارية بقيمة 5000 درام مع وضع رمز الدرام على الجانب الخلفي للعملة. وفي عام 2011، تم وضع الرمز على ورقة الـ1000 درام.

## الشكل والحالة
تم تطوير الرسم الخاص برمز الدرام على أساس شكل الحرف الأول من الكلمة الأرمنية "Դրամ" (وتعني مال، وتُنطق "درام") بالإضافة إلى الخطين الأفقيين الموجودين في العديد من الرموز النقدية المعروفة. ونتيجة لذلك، يجمع هذا الرمز بين أصله الأرمني والخطين الأفقيين الموجودين في غالبية الرموز النقدية الأجنبية. قام المؤلف بدراسة معنى هذين الخطين ويقدم شرحًا عنهما في محاضراته.

### حقوق النشر والسمات الوطنية
لضمان حماية حقوق المؤلف، قام المؤلف بإرسال طلبات إلى المعهد الأرمني الوطني للمعايير في عام 1997 وإلى مكتب حقوق النشر في مكتبة الكونغرس الأمريكية في عام 2001. ومع ذلك، تنص المادة 6 من قانون حقوق النشر والحقوق المجاورة الذي تم اعتماده من قبل الجمعية الوطنية الأرمنية في 8 ديسمبر 1999 وتعديله في 15 يونيو 2006، على أن الرموز والشعارات الوطنية لا تعتبر موضوعًا لحقوق النشر. وبالتالي، يمكن اعتبار رمز الدرام أحد السمات الوطنية، التي تشمل العناصر الإلزامية مثل العلم، الختم الوطني، النشيد الوطني، والعملة.

### التوحيد القياسي
هناك معايير دولية ووطنية متعلقة بالعملة والرموز النقدية:
- ISO 4217: رموز تمثيل العملات والأموال – يحدد تنسيق الاختصارات المكونة من ثلاثة أحرف للأدوات النقدية العالمية. تم تعيين الرمز AMD للدرام الأرمني.
- Arm. Stand. 34.001-2006: مجموعات الأحرف ولوحات المفاتيح – يحدد ترميز الأحرف الأرمنية وتخطيطات لوحات المفاتيح. رمز العلامة هو 91 والاختصار هو 'armdram'.
- Unicode 6.1 وISO/IEC 10646: توحيد مشترك لترميز النصوص متعددة اللغات.

في عام 2007، قام المعهد الأرمني الوطني للمعايير والقياسات والقياسيات بتعديل جدول مجموعات الأحرف ولوحات المفاتيح، وأصدر قرارًا باستبدال عبارة "علامة الدرام" بالرسم البياني للرمز.
في 15 يونيو 2011، وافقت لجنة يونيكود الفنية (UTC) على إدراج رمز الدرام في الإصدارات المستقبلية من معيار يونيكود وتم تعيين رمز للعلامة - U+058F (֏). وفي عام 2012، تم اعتماد الرمز أخيرًا في الكتلة الأرمنية لمعايير ISO وUnicode الدولية.

### تباينات التصميم
عند إنشاء الشكل الأصلي لرمز الدرام، تم تطوير عدد من التصاميم لتتناسب مع أشهر أنماط الخطوط ومشتقاتها (مائل، غامق). في عام 2001، تم تقديم هذه التصاميم مع الشكل الأصلي كقوالب لمجموعات الخطوط الوطنية. فيما يلي ثلاثة قوالب رئيسية؛ ومع ذلك، يوجد الآن مجموعة متنوعة من أشكال الرمز في خطوط الحاسوب الأرمنية.

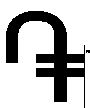
شبيه بخط آريال (خط)، 2001، ك.ك.
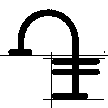
شبيه بخط Courier، 2001، ك.ك.
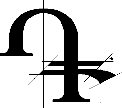
شبيه بخط تايمز نيو رومان، 2001، ك.ك.

في عام 2008، تحت رعاية وزارة الثقافة الأرمنية وشركة مايكروسوفت-أرمينيا، أقيمت في الغرفة الوطنية للكتاب بأرمينيا مسابقة "جرانشان 2008"، وهي أول مسابقة لمجموعة كاملة من الأحرف والرموز الأرمنية، والتي شملت الرمز مع الأحرف والرموز الأخرى.

## الترويج
تم تقديم عروض رسمية للرمز من قبل مصممه في البنك المركزي الأرمني وفي المؤتمر الأول لتكنولوجيات أرمينيا (ArmTech 2007) في سان فرانسيسكو. كما نظم المصمم عدة محاضرات في أرمينيا، بما في ذلك في الجامعة الأرمنية الحكومية للاقتصاد.
بمناسبة الاحتفال بالذكرى الـ15 لإصدار الدرام الأرمني، أصدر البنك المركزي الأرمني في نوفمبر 2008 عملة تذكارية بقيمة 5000 درام تحمل رمز الدرام على الجانب الخلفي مقابل صورة سفينة نوح، بينما يحمل الجانب الأمامي شعار أرمينيا الوطني. في نفس العام، تم نشر الرمز على نطاق واسع في عدد من الصحف والمجلات المحلية.
في عام 2011، ظهر رمز الدرام على الموقع الرسمي المُجدد للبنك المركزي الأرمني وفي تصميم مركز الزوار الجديد.
تم تقديم المعلومات الكاملة عن الرمز، جنبًا إلى جنب مع اعتبارات استخدامه، في مؤتمري "غرانشان 2012" وويكيبيديا الدوليين، وكلاهما مخصصان للذكرى الـ500 لطباعة الكتب الأرمنية.

## روابط خارجية
- القديس ميسروب ماشتوتس، مبتكر الأبجدية الأرمنية: http://www.armeniapedia.org/index.php?title=Mesrop_Mashtots
- البنك المركزي الأرمني: http://www.cba.am
- اتحاد بنوك أرمينيا: http://www.uba.am
- محاضرة عن رموز الدرام، الدولار، اليورو النقدية باللغة الأرمنية، الزاوية الأمريكية، يريفان: http://yerevan.americancorners.am/en/events/2008/10/15/Event122/ نسخة محفوظة 22 فبراير 2012 على موقع واي باك مشين.
- محاضرة عن رموز الدرام، الدولار، اليورو النقدية باللغة الإنجليزية، الزاوية الأمريكية، غيومري: http://gyumri.americancorners.am/en/events/2008/09/26/event92/ نسخة محفوظة 22 فبراير 2012 على موقع واي باك مشين.
- محاضرة عن رموز الدرام، الدولار، اليورو النقدية باللغة الأرمنية، مركز أبحاث القوقاز-أرمينيا، يريفان: https://web.archive.org/web/20120311004429/http://www.crrc.am/index.php/en/8/999//10/?keyword=dram+sign&set=archive
- رمز الدرام، موسوعة أرمينيا بيديا المجانية: http://www.armeniapedia.org/index.php?title=Armenian_Dram_Sign